# Boavista FC
Boavista Futebol Clube, nebo často jen Boavista (výslovnost: [boɐviʃtɐ]), je sportovním klubem v portugalském městě Porto, který byl založen v roce 1903. V klubu je několik oddílů, zabývající se sporty jako je fotbal, šachy, gymnastika, cyklistika a futsal (mimo jiné).
Klubové barvy jsou černá a bílá (v šachovnicovém motivu).

## Úspěchy
- 1× vítěz Primeira Ligy (2000/01)[1]
- 5× vítěz portugalského fotbalového poháru (1974/75, 1975/76, 1978/79, 1991/92, 1996/97)[2]
- 2× vítěz Segunda Divisão (1936/37, 1949/50)[pozn. 1][3]